# Élections législatives de 2002 dans l'Ain
Les élections législatives françaises de 2002 se déroulent les 9 et 16 juin 2002. Dans le département de l'Ain, quatre députés sont à élire dans le cadre de quatre circonscriptions.

## Élus
| Circonscription | Député sortant | Parti  | Parti  | Député élu ou réélu  | Parti | Parti |
| --------------- | -------------- | ------ | ------ | -------------------- | ----- | ----- |
| 1re             | André Godin    |        | PS     | Jean-Michel Bertrand |       | UMP   |
| 2e              | Lucien Guichon |        | RPR    | Lucien Guichon       |       | UMP   |
| 3e              | Vacant         | Vacant | Vacant | Étienne Blanc        |       | UMP   |
| 4e              | Michel Voisin  |        | UDF    | Michel Voisin        |       | UMP   |

## Résultats

### Résultats à l'échelle du département
| Parti                                   | Parti                               | Premier tour | Premier tour | Second tour | Second tour | Sièges |
| Parti                                   | Parti                               | Voix         | %            | Voix        | %           | Sièges |
| --------------------------------------- | ----------------------------------- | ------------ | ------------ | ----------- | ----------- | ------ |
|                                         | Union pour un mouvement populaire   | 90 480       | 43,39        | 110 239     | 60,77       | 4      |
|                                         | Mouvement pour la France            | 2 113        | 1,01         |             |             | 0      |
|                                         | Rassemblement pour la France        | 667          | 0,32         | 0           |             |        |
|                                         | Majorité présidentielle             | 93 260       | 44,72        | 110 239     | 60,77       | 4      |
|                                         |                                     |              |              |             |             |        |
|                                         | Parti socialiste                    | 42 283       | 20,28        | 55 066      | 30,36       | 0      |
|                                         | Parti radical de gauche             | 8 721        | 4,18         | 16 094      | 8,87        | 0      |
|                                         | Pôle républicain                    | 5 861        | 2,81         |             |             | 0      |
|                                         | Les Verts                           | 4 944        | 2,37         | 0           |             |        |
|                                         | Parti communiste français           | 4 710        | 2,26         | 0           |             |        |
|                                         | Gauche parlementaire                | 66 519       | 31,90        | 71 160      | 39,23       | 0      |
|                                         |                                     |              |              |             |             |        |
|                                         | Front national                      | 30 732       | 14,74        |             |             | 0      |
|                                         | Chasse, pêche, nature et traditions | 4 686        | 2,25         | 0           |             |        |
|                                         | Mouvement national républicain      | 3 618        | 1,74         | 0           |             |        |
|                                         | Divers écologiste dont MÉI et GÉ    | 3 334        | 1,60         | 0           |             |        |
|                                         | Lutte ouvrière                      | 2 235        | 1,07         | 0           |             |        |
|                                         | Ligue communiste révolutionnaire    | 2 007        | 0,96         | 0           |             |        |
|                                         | Extrême gauche dont PT              | 1 299        | 0,62         | 0           |             |        |
|                                         | Divers                              | 683          | 0,33         | 0           |             |        |
|                                         | Régionaliste                        | 141          | 0,07         | 0           |             |        |
|                                         |                                     |              |              |             |             |        |
| Inscrits                                | Inscrits                            | 339 477      | 100,00       | 339 461     | 100,00      | 4      |
| Abstentions                             | Abstentions                         | 126 852      | 37,37        | 150 976     | 44,48       |        |
| Votants                                 | Votants                             | 212 625      | 62,63        | 188 485     | 55,52       |        |
| Blancs et nuls                          | Blancs et nuls                      | 4 111        | 1,93         | 7 089       | 3,76        |        |
| Exprimés                                | Exprimés                            | 208 514      | 98,07        | 181 396     | 96,24       |        |
| Source : Ministère de l'Intérieur - Ain |                                     |              |              |             |             |        |

### Résultats par circonscription

#### Première circonscription (Bourg-en-Bresse)
| Candidat                     | Candidat                 | Parti                   | Premier tour | Premier tour | Second tour | Second tour |
| Candidat                     | Candidat                 | Parti                   | Voix         | %            | Voix        | %           |
| ---------------------------- | ------------------------ | ----------------------- | ------------ | ------------ | ----------- | ----------- |
|                              | Jean-Michel Bertrand élu | UMP                     | 21 397       | 42,49        | 26 697      | 57,40       |
|                              | André Godin sortant      | PS                      | 16 734       | 33,23        | 19 817      | 42,60       |
|                              | Armelle Benoiston        | FN                      | 5 630        | 11,18        |             |             |
|                              | France Besson            | CPNT                    | 899          | 1,79         |             |             |
|                              | Hervé Le Maout           | MPF                     | 803          | 1,59         |             |             |
|                              | Annick Veillerot         | MNR                     | 781          | 1,55         |             |             |
|                              | Noëlle Favier            | PCF                     | 737          | 1,46         |             |             |
|                              | Carole Guenard-Gerbaud   | LCR                     | 713          | 1,42         |             |             |
|                              | Bernard Favre            | Divers écologiste (MÉI) | 627          | 1,25         |             |             |
|                              | Jean-Pierre Cotton       | Extrême gauche          | 597          | 1,19         |             |             |
|                              | Béatrice Durand          | Pôle républicain        | 555          | 1,10         |             |             |
|                              | Éric Lahy                | LO                      | 414          | 0,82         |             |             |
|                              | Léo Solmont              | Divers écologiste (GÉ)  | 216          | 0,43         |             |             |
|                              | Jean-Michel Boulme       | Extrême gauche (PT)     | 191          | 0,38         |             |             |
|                              | Olivier Bovis            | Divers                  | 64           | 0,13         |             |             |
|                              |                          |                         |              |              |             |             |
| Inscrits                     | Inscrits                 | Inscrits                | 80 534       | 100,00       | 80 535      | 100,00      |
| Abstentions                  | Abstentions              | Abstentions             | 29 279       | 36,36        | 32 646      | 40,54       |
| Votants                      | Votants                  | Votants                 | 51 255       | 63,64        | 47 889      | 59,46       |
| Blancs et nuls               | Blancs et nuls           | Blancs et nuls          | 897          | 1,75         | 1 375       | 2,87        |
| Exprimés                     | Exprimés                 | Exprimés                | 50 358       | 98,25        | 46 514      | 97,13       |
| Source : Assemblée nationale |                          |                         |              |              |             |             |

#### Deuxième  circonscription (Oyonnax)
| Candidat                     | Candidat                     | Parti                   | Premier tour | Premier tour | Second tour | Second tour |
| Candidat                     | Candidat                     | Parti                   | Voix         | %            | Voix        | %           |
| ---------------------------- | ---------------------------- | ----------------------- | ------------ | ------------ | ----------- | ----------- |
|                              | Lucien Guichon sortant réélu | UMP                     | 20 791       | 41,14        | 25 811      | 61,89       |
|                              | Éliane Drut-Gorju            | PS                      | 10 439       | 20,66        | 15 891      | 38,11       |
|                              | Lydia Girault                | FN                      | 8 831        | 17,47        |             |             |
|                              | Éric Gilbert                 | Les Verts               | 2 043        | 4,04         |             |             |
|                              | André Clavel                 | MNR                     | 1 810        | 3,58         |             |             |
|                              | Mylène Ferri                 | PCF                     | 1 684        | 3,33         |             |             |
|                              | Alain Cavet                  | Pôle républicain        | 1 254        | 2,48         |             |             |
|                              | Denis Baratay                | CPNT                    | 800          | 1,58         |             |             |
|                              | Fabienne Pin                 | MPF                     | 798          | 1,58         |             |             |
|                              | Guy Largeron                 | LO                      | 658          | 1,30         |             |             |
|                              | Bernadette Grelier           | Divers écologiste (MÉI) | 553          | 1,09         |             |             |
|                              | Didier Eckel                 | LCR                     | 462          | 0,91         |             |             |
|                              | Catherine Kallache           | Divers écologiste (GÉ)  | 233          | 0,46         |             |             |
|                              | Julien Duchesne              | Régionaliste            | 183          | 0,36         |             |             |
|                              |                              |                         |              |              |             |             |
| Inscrits                     | Inscrits                     | Inscrits                | 83 249       | 100,00       | 83 244      | 100,00      |
| Abstentions                  | Abstentions                  | Abstentions             | 31 769       | 38,16        | 39 362      | 47,29       |
| Votants                      | Votants                      | Votants                 | 51 480       | 61,84        | 43 882      | 52,71       |
| Blancs et nuls               | Blancs et nuls               | Blancs et nuls          | 941          | 1,83         | 2 180       | 4,97        |
| Exprimés                     | Exprimés                     | Exprimés                | 50 539       | 98,17        | 41 702      | 95,03       |
| Source : Assemblée nationale |                              |                         |              |              |             |             |

#### Troisième circonscription (Gex)
| Candidat                     | Candidat                    | Parti                   | Premier tour | Premier tour | Second tour | Second tour |
| Candidat                     | Candidat                    | Parti                   | Voix         | %            | Voix        | %           |
| ---------------------------- | --------------------------- | ----------------------- | ------------ | ------------ | ----------- | ----------- |
|                              | Étienne Blanc élu           | UMP                     | 20 247       | 43,74        | 24 060      | 59,92       |
|                              | Hubert Bertrand             | PRG (PS)                | 8 721        | 18,84        | 16 094      | 40,08       |
|                              | Olivier Wyssa               | FN                      | 6 169        | 13,33        |             |             |
|                              | Philippe Virard             | Pôle républicain        | 3 208        | 6,93         |             |             |
|                              | Alain Pasqualin             | Les Verts               | 1 945        | 4,20         |             |             |
|                              | Gérard Bettant              | CPNT                    | 1 662        | 3,59         |             |             |
|                              | Jean-Pierre Merlo           | PCF                     | 1 556        | 3,36         |             |             |
|                              | Ginette Richard             | Divers écologiste (MÉI) | 871          | 1,88         |             |             |
|                              | Sylvie Crozet               | LO                      | 671          | 1,45         |             |             |
|                              | Patrick Fernandez           | MNR                     | 476          | 1,03         |             |             |
|                              | Constanza Solari-Vincensini | Extrême gauche (PT)     | 286          | 0,62         |             |             |
|                              | Élisa Allenbach             | Divers                  | 240          | 0,52         |             |             |
|                              | Anne-Marie Rosset           | Régionaliste            | 141          | 0,30         |             |             |
|                              | Daniele Hervé               | Divers droite           | 92           | 0,20         |             |             |
|                              |                             |                         |              |              |             |             |
| Inscrits                     | Inscrits                    | Inscrits                | 77 413       | 100,00       | 77 412      | 100,00      |
| Abstentions                  | Abstentions                 | Abstentions             | 29 926       | 38,66        | 35 421      | 45,76       |
| Votants                      | Votants                     | Votants                 | 47 487       | 61,34        | 41 991      | 54,24       |
| Blancs et nuls               | Blancs et nuls              | Blancs et nuls          | 1 202        | 2,53         | 1 837       | 4,37        |
| Exprimés                     | Exprimés                    | Exprimés                | 46 285       | 97,47        | 40 154      | 95,63       |
| Source : Assemblée nationale |                             |                         |              |              |             |             |

#### Quatrième circonscription (Miribel - Villars-les-Dombes)
| Candidat       | Candidat                    | Parti                   | Premier tour | Premier tour | Second tour | Second tour |  |
| Candidat       | Candidat                    | Parti                   | Voix         | %            | Voix        | %           |  |
| -------------- | --------------------------- | ----------------------- | ------------ | ------------ | ----------- | ----------- |  |
|                | Michel Voisin sortant réélu | UMP                     | 28 045       | 45,73        | 33 671      | 63,50       |  |
|                | Michel Raymond              | PS                      | 15 110       | 24,64        | 19 358      | 36,50       |  |
|                | Jean-Loup de Lacheisserie   | FN                      | 10 102       | 16,47        |             |             |  |
|                | Françoise Mandras           | CPNT                    | 1 325        | 2,16         |             |             |  |
|                | Anne Partensky              | Les Verts               | 956          | 1,56         |             |             |  |
|                | Dominique Vial              | Pôle républicain        | 844          | 1,38         |             |             |  |
|                | Jean-François Mortel        | LCR                     | 832          | 1,36         |             |             |  |
|                | Jacqueline Burgat           | PCF                     | 733          | 1,20         |             |             |  |
|                | Gilles Dommanget            | RPF                     | 667          | 1,09         |             |             |  |
|                | Philippe Lebreton           | Divers écologiste (MÉI) | 624          | 1,02         |             |             |  |
|                | Renée Jouvet                | MNR                     | 551          | 0,90         |             |             |  |
|                | Michèle Levêque             | MPF                     | 512          | 0,83         |             |             |  |
|                | Électre Dracos              | LO                      | 492          | 0,80         |             |             |  |
|                | Christiane Bataillard       | Extrême gauche          | 225          | 0,37         |             |             |  |
|                | Hamida Bensmaine            | Divers écologiste (GÉ)  | 210          | 0,34         |             |             |  |
|                | Christelle Prétre           | Divers                  | 75           | 0,12         |             |             |  |
|                | Marcel Damien               | Divers                  | 29           | 0,05         |             |             |  |
|                |                             |                         |              |              |             |             |  |
| Inscrits       | Inscrits                    | Inscrits                | 98 271       | 100,00       | 98 265      | 100,00      |  |
| Abstentions    | Abstentions                 | Abstentions             | 35 866       | 36,5         | 43 522      | 44,29       |  |
| Votants        | Votants                     | Votants                 | 62 405       | 63,5         | 54 743      | 55,71       |  |
| Blancs et nuls | Blancs et nuls              | Blancs et nuls          | 1 073        | 1,72         | 1 714       | 3,13        |  |
| Exprimés       | Exprimés                    | Exprimés                | 61 332       | 98,28        | 53 029      | 96,87       |  |